# Cuerda vibrante

Ondas estacionarias en una cuerda que vibra. Se observa el modo fundamental y los primeros cinco sobretonos de la serie armónica.

La vibración de una cuerda es una onda. Por lo general una cuerda vibrante produce un sonido cuya frecuencia en la mayoría de los casos es constante. Por lo tanto, dado que la frecuencia caracteriza la altura, el sonido producido es una nota constante. Las cuerdas vibrantes son la base de todos los instrumentos de cuerda tales como la guitarra, el chelo, o el piano.

## Onda
| Símbolo              | Nombre                                             |
| -------------------- | -------------------------------------------------- |
| {\displaystyle v}    | Velocidad de propagación de una onda en una cuerda |
| {\displaystyle T}    | Tensión de la cuerda                               |
| {\displaystyle \mu } | Densidad lineal de la cuerda                       |

### Desarrollo
Sea {\displaystyle \Delta x} la longitud de un trozo de cuerda, {\displaystyle m} su masa, y {\displaystyle \mu } su densidad lineal. Si la componente horizontal de la tensión sobre la cuerda es constante, {\displaystyle T}, entonces la tensión que actúa en cada extremo del trozo de cuerda se expresa como
{\displaystyle T_{1x}=T_{1}\cos(\alpha )\approx T.}
{\displaystyle T_{2x}=T_{2}\cos(\beta )\approx T.}
Si ambos ángulos son pequeños, entonces las tensiones en cada extremo son iguales y la fuerza neta horizontal es nula. Aplicando la segunda Ley de Newton para la componente vertical, la masa de este trozo multiplicada por su aceleración, {\displaystyle a}, será igual a la fuerza neta ejercida sobre el trozo de cuerda:
{\displaystyle \Sigma F_{y}=-T_{2y}-T_{1y}=-T_{2}\sin(\beta )-T_{1}\sin(\alpha )=\Delta ma\approx \mu \Delta x{\frac {\partial ^{2}y}{\partial t^{2}}}.}
Dividiendo esta expresión por {\displaystyle T} y substituyendo la primera y la segunda ecuación resulta
{\displaystyle -{\frac {\mu \Delta x}{T}}{\frac {\partial ^{2}y}{\partial t^{2}}}={\frac {T_{2}\sin(\beta )}{T_{2}\cos(\beta )}}+{\frac {T_{1}\sin(\alpha )}{T_{1}\cos(\alpha )}}=\tan(\beta )+\tan(\alpha )}
Las tangentes de los ángulos en los extremos del trozo de cuerda son iguales a las pendientes en los extremos, con un signo negativo adicional a causa de la definición de beta. Con este dato y reordenando se obtiene
{\displaystyle {\frac {1}{\Delta x}}\left(\left.{\frac {\partial y}{\partial x}}\right|^{x+\Delta x}-\left.{\frac {\partial y}{\partial x}}\right|^{x}\right)={\frac {\mu }{T}}{\frac {\partial ^{2}y}{\partial t^{2}}}}
En el límite cuando {\displaystyle \Delta x} tiende a cero, el lado izquierdo de la igualdad es la definición de la derivada segunda de {\displaystyle y}:
{\displaystyle {\frac {\partial ^{2}y}{\partial x^{2}}}={\frac {\mu }{T}}{\frac {\partial ^{2}y}{\partial t^{2}}}.}
Esta es la ecuación de onda para {\displaystyle y(x,t)}, y el coeficiente de la derivada segunda en el tiempo es {\displaystyle v^{-2}}; por lo tanto
{\displaystyle v={\sqrt {T \over \mu }},}
donde {\displaystyle v} es la velocidad de propagación de la onda en la cuerda. (véase el artículo sobre la ecuación de onda para mayores detalles). Sin embargo, este desarrollo es solo válido para vibraciones de amplitud pequeña; en el caso de amplitudes grandes, {\displaystyle \Delta x} no es una buena aproximación de la longitud del trozo de cuerda, la componente horizontal de la tensión no es necesariamente constante, y no es correcto aproximar las tensiones horizontales con {\displaystyle T}.

## Frecuencia de la onda
Una vez que se conoce la velocidad de propagación, se puede calcular la frecuencia del sonido producido por la cuerda. La velocidad de propagación de la onda es igual a la longitud de onda {\displaystyle \lambda } dividida por el período {\displaystyle \tau }, o multiplicada por la frecuencia {\displaystyle f} :
{\displaystyle v={\frac {\lambda }{\tau }}=\lambda f.}
Si la longitud de la cuerda es {\displaystyle L}, la armónica fundamental es la que se produce por la vibración cuyos nodos son los dos extremos de la cuerda, por lo cual {\displaystyle L} es la mitad de la longitud de onda de la armónica fundamental. Por lo tanto se verifican las leyes de Mersenne:
{\displaystyle f={\frac {v}{2L}}={1 \over 2L}{\sqrt {T \over \mu }}}

donde {\displaystyle T} es la tensión, {\displaystyle \mu } es la densidad lineal (o sea la masa por unidad de longitud de cuerda), y {\displaystyle L} es la longitud de la parte vibrante de la cuerda. Por lo tanto:
- cuanto más corta la cuerda, más alta es la frecuencia del modo fundamental
- cuanto más grande la tensión, más alta es la frecuencia del modo fundamental
- cuanto más liviana la cuerda, más alta es la frecuencia del modo fundamental

Además, si la armónica enésima tiene una longitud de onda que obedece a la expresión {\displaystyle \lambda _{n}=2L/n}, entonces resulta que la frecuencia de la armónica enésima es:
{\displaystyle f_{n}={\frac {nv}{2L}}}
Y para una cuerda sujeta a una tensión T con densidad {\displaystyle \mu }, entonces
{\displaystyle f_{n}={\frac {n}{2L}}{\sqrt {\frac {T}{\mu }}}}

## Observación de cuerdas vibrantes
Es posible observar las formas de onda en una cuerda vibrante si la frecuencia es lo suficientemente baja y la cuerda vibrante se sostiene frente a una pantalla de un tubo de rayos catódicos tal como la de una televisión o una computadora antigua (no frente a un osciloscopio).
Este efecto es denominado efecto estroboscópico, y la frecuencia a la cual la cuerda parece vibrar es la diferencia entre la frecuencia de la cuerda y la frecuencia de renovación de la pantalla. Lo mismo puede suceder con una lámpara fluorescente, aunque a un ritmo que es la diferencia entre la frecuencia de la cuerda y la frecuencia de la corriente alterna.
(Si la frecuencia de renovación de la pantalla es igual a la frecuencia de la cuerda o un múltiplo entero de la misma, la cuerda parece quieta pero deformada.)
A la luz del día o en presencia de otro tipo de fuentes luminosas no oscilantes, este efecto no se produce y la cuerda parece algo más gruesa, y borrosa, a causa de la persistencia de la visión.
Un efecto similar aunque más fácil de controlar se puede realizar utilizando un estroboscopio. Este dispositivo permite ajustar la frecuencia de una lámpara flash de xenón con la frecuencia de la cuerda vibrante. En un cuarto a oscuras, se puede observar con claridad la forma de la onda. Otra posibilidad es utilizar un bend o, más fácil aun ajustar el clavijero, para obtener la frecuencia de la corriente alterna o un múltiplo de la misma para obtener el mismo efecto. Por ejemplo, en el caso de una guitarra, la sexta cuerda (la más grave) pisada sobre el tercer traste da una nota "Sol" a 97.999 Hz. Con un pequeño ajuste es posible modificarla para que vibre a 100 Hz, exactamente una octava por sobre la frecuencia de la corriente alterna en Europa y la mayoría de los países de África y Asia, 50 Hz. En la mayoría de los países del continente americano, donde la frecuencia de la corriente alterna es 60 Hz—alterando el "La#" (La sostenido) en la quinta cuerda, primer traste de 116.54 Hz a 120 Hz produce un efecto similar.